# Greenwich Village

Washington Arch (Łuk Waszyngtona) na Washington Square

Greenwich Village, inaczej West Village lub zwyczajowo the Village – dzielnica mieszkaniowa na Manhattanie w Nowym Jorku.
Graniczy z Broadwayem na wschodzie (granicą jest 5th Street), rzeką Hudson na zachodzie, Houston Street na południu i 14th Street na północy.

## Historia
W XVIII wieku Greenwich Village była osobną wsią, stąd jej obecna nazwa. Pierwszy raz wymieniona w 1712 r.
Epidemia żółtej febry w Nowym Jorku w 1822 skłoniła mieszkańców do ucieczki w miejsce o zdrowszym powietrzu, w tym do Greenwich Village. Gdy epidemia wygasła, wiele osób osiedliło się tam na stałe. Cały ten obszar w XIX wieku był znany pod nazwą Washington Square.
Greenwich Village przez długi czas była popularnym miejscem zamieszkania artystów i intelektualistów. Mieszkali tam m.in. Walt Whitman i Edgar Allan Poe.
Na zachodnim krańcu dzielnicy znajduje się wybudowana w 1880 r. tawerna White Horse. Została ona rozsławiona przez walijskiego poetę Dylana Thomasa. Przyciągnęło to do tawerny m.in. Normana Mailera, Jamesa Baldwina, Vance’a Bourjaily’ego, Anais Nin, Emma Goldman, Eva Kotchever, Seymour Krim oraz Jacka Kerouaca.
Młodszych przyciągała knajpa San Remo na rogu ulic Bleecker i MacDougal, w sercu włoskiej części Greenwich Village. Nie było tam żadnych przedziałów rasowych. Przychodzili tam: Judith Malina, współzałożycielka the Living Theatre, William S. Burroughs, Allen Ginsberg, Jack Kerouac, Gregory Corso, Miles Davis, Tennessee Williams, Maya Deren.
Greenwich Village obejmuje również Christopher Street i pub Stonewall Inn, czyli obszar, na którym wybuchły w 1969 tzw. Stonewall riots – zamieszki, które dały początek ruchowi wyzwolenia gejów (Gay Liberation Movement). Najstarsza księgarnia o tematyce LGBT, Oscar Wilde Bookshop, założona w 1967, również znajduje się na terenie Greenwich Village. Nazwa The Village wkrótce stała się powszechną nazwą gejowskich dzielnic w innych miastach (stąd też wziął swoją nazwę gejowski zespół The Village People).
Na terenie dzielnicy znajduje się również główny campus New York University (NYU), uniwersytetu  The New School oraz Washington Square Park.

### Beatnicy
Pierwszym ruchem związanym z Greenwich Village byli beatnicy w latach 50. XX wieku. Ruch wyrósł z rozczarowania młodych ludzi systemem zwanym amerykańską drogą życia. Ich styl ubierania się, zachowania, nawet mówienia był ekspresją rebelii przeciw konformistycznemu społeczeństwu.
Beatnicy byli miłośnikami jazzu, szczególnie bebopu. Najpełniej wyrazili się jednak w literaturze, zwłaszcza w poezji. Wymienić tu należy Allena Ginsberga, Jacka Kerouaca, Lawrence’a Ferlinghettiego i Gary’ego Snydera. Pod koniec lat 50. w tej dzielnicy było najwięcej barów, klubów i kawiarni z całej Ameryki Północnej. ich częstymi bywalcami byli tacy artyści jak Willem de Kooning i Alex Katz. Na scenach klubowych występował poeta i satyryk Hugh Romney, znany do dziś bardziej jako Wavy Gravy. Radykalny poeta Ted Joans, na długo przed ruchem obywatelskim, wprowadził termin czarne jest piękne.
Pod koniec lat 50. niemal wszyscy przenieśli się do Kalifornii.

### Folknicy
Na przełomie lat 50. i 60. próżnię po beatnikach zaczęli wypełniać folknicy. Już zresztą wcześniej, bo w latach 40., działała tam grupa Almanac Singers (Woody Guthrie, Pete Seeger, Agnes Sis Cunningam, Bess Hawes i inni). Folknicy mieli do wyboru sporo klubów, knajpek i kafejek. Dużą rolę odegrały także sklepy, które stały się swoistymi centrami folku. W kwietniu 1957 rozpoczął działalność sklep Folklore Center, który stał się centrum ruchu folkowego.
Młodszym muzykom, przybywającym do dzielnicy patronowali starsi muzycy-weterani: Ramblin’ Jack Elliott, Happy Traum, Oscar Brand, Ed McCurdy, Tom Makem & The Clancy Brothers, Theodor Bikel, Cisco Houston, Jean Ritchie, The Greenbriar Boys, Sonny Terry & Brownie McGhee oraz bluesmeni: Mississippi John Hurt, Lightnin’ Hopkins, wielebny Gary Davis i inni.